# 鶴見太郎
鶴見 太郎（つるみ たろう、1965年〈昭和40年〉7月13日 - ）は、日本の歴史学者。早稲田大学文学学術院教授。専攻は日本近現代史。

## 来歴・人物
京都府に生まれる。明治学院大学文学部卒業後、京都大学大学院博士後期課程（現代史）修了。日本学術振興会特別研究員、京都文教大学助手、国立民族学博物館外来研究員を経て、早稲田大学文学学術院教授。
父は評論家・哲学者の鶴見俊輔、母は英文学者・翻訳家の横山貞子。政治家の鶴見祐輔を祖父に、政治家の後藤新平を曽祖父に、政治家の安場保和を高祖父に持つ。伯母は社会学者である上智大学名誉教授の鶴見和子。鶴見直輔は叔父。法学者の内山尚三は義理の叔父。物理学者で東京大学教授の横山順一は従兄。

## 業績
民俗学の研究者として知られる橋浦泰雄研究の第一人者。民俗学の組織化について研究するとともに、膨大な橋浦泰雄関係文書を整理した。柳田國男に師事した橋浦を単なるマルクス主義者と見なすのではなく、民俗学者や画家としての側面にも光を当て、彼の人物像や活動の全貌を明らかにした。新渡戸稲造、柳田國男らが中心となって発足した郷土会の研究などでも知られる。
海老澤衷が所長を務める早稲田大学総合研究機構プロジェクト研究所である、水稲文化研究所 Research Institute of Wet Rice Agriculture の研究員も務めていた。

## 著書

### 単著
- 『柳田国男とその弟子たち 民俗学を学ぶマルクス主義者』人文書院、1998年
- 『橋浦泰雄伝 柳田学の大いなる伴走者』晶文社 、2000年
- 『ある邂逅 柳田国男と牧口常三郎』潮出版社、2002年
- 『民俗学の熱き日々 柳田国男とその後継者たち』中央公論新社〈中公新書〉、2004年
- 『柳田国男入門』角川学芸出版〈角川選書〉、2008年
- 『座談の思想』新潮社〈新潮選書〉、2013年
- 『柳田国男　感じたるまゝ』ミネルヴァ書房<日本評伝選>、2019年